# Hernane Vidal de Souza
Hernane Vidal de Souza, beter bekend als Hernane (Bom Jesus da Lapa, 4 augustus 1986) is een Braziliaans voetballer.

## Biografie
Hij begon zijn carrière bij de jeugd van Atibaia en maakte in 2007 de overstap naar topclub São Paulo. Hij kon hier echter niet doorbreken en werd uitgeleend aan kleinere clubs. In 2012 speelde hij voor Mogi Mirim in het Campeonato Paulista en scoorde er 16 keer, en was daarmee tweede in de topschuttersstand, achter Neymar. Hierna ging hij aan de slag bij Flamengo, ook een topclub en in 2014 ging hij op avontuur bij het Saoedi-Arabische Al-Nassr. 